# Phaius tetragonus
Phaius tetragonus là một loài thực vật có hoa trong họ Lan. Loài này được (Thouars) Rchb.f. miêu tả khoa học đầu tiên năm 1855.